# Tripeptide

La valil-glicil-alanina, un tripeptide composto da L-valina (in verde), glicina (in nero), e L-alanina (in blu).

Un tripeptide è un composto organico formato da tre aminoacidi disposti linearmente e uniti da legami peptidici.

## Struttura
Come tutte le strutture proteiche, un tripeptide ha un'estremità da cui sporge il gruppo carbossilico chiamata estremità C-terminale, e un'altra estremità da cui sporge il gruppo amminico chiamata estremità N-terminale. Queste due porzioni sono quelle che generalmente reagiscono con le altre molecole.

## Esempi rilevanti
| Nome                                        | Struttura | Funzioni                                                                                  | Amminoacidi di cui è composto                             |
| ------------------------------------------- | --------- | ----------------------------------------------------------------------------------------- | --------------------------------------------------------- |
| Glutatione                                  |           | Antiossidanti Catalizzanti del metabolismo delle sostanze xenobiotiche Neurotrasmettitore | Acido γ-L-glutammico, L-cisteina e glicina                |
| Acido oftalmico                             |           | Inibenti del metabolismo dell'insulina                                                    | Acido γ-L-glutammico, Acido L-α-amminobutirrico e glicina |
| Ormone di rilascio della tireotropina (TRH) |           | Ormonali Antidepressive                                                                   | L-prolina, L-istidina e L-prolinammide                    |